# Шанталово
 Шанталово— деревня в Смоленской области России, в Починковском районе. Население — 176 жителей (2007 год). Расположена в центральной части области в 22 км к югу от Починка, в 2,5 км к западу от автодороги А141 Орёл — Витебск, на берегу реки Стомять. В 2,5 км к северо-востоку от деревни железнодорожная станция о.п. 304-й км на линии Рига – Орёл. Входит в состав Стодолищенского сельского поселения. Автобусное сообщение со Стодолищем и Смоленском.

## История
Усадьба Шанталово была основана в начале XVIII века князем Друцким-Соколинским М.И. В 1892 году у потомков князя усадьбу выкупил сын известного русского поэта и писателя Плещеева А.Н. Николай Алексеевич и поселился в нём. 10 октября 1893 года Плещеев открывает в имении сельскохозяйственную школу. В 1901 году школа была представлена на всемирной выставке в Париже. В 1918 году имение национализировали. В 1930 году на базе школы был открыт сельскохозяйственный техникум (с 1969 года – совхоз-техникум). В настоящее время сохранился парк.